# Seznam premiérů Slovinska
Toto je seznam premiérů Slovinska od voleb v roce 1990.
| Pořadí | Jméno                       | Portrét | Nástup do funkce   | Odchod z funkce    | Strana                                        | Vláda             |
| ------ | --------------------------- | ------- | ------------------ | ------------------ | --------------------------------------------- | ----------------- |
| 1      | Alojz Peterle (1948– )      |         | 16. května 1990    | 14. května 1992    | Křesťanští demokraté                          | Peterle           |
| 2      | Janez Drnovšek (1950–2008)  |         | 14. května 1992    | 7. června 2000     | Liberální demokracie                          | Drnovšek I-II-III |
| 3      | Andrej Bajuk (1943–2011)    |         | 7. června 2000     | 30. listopadu 2000 | Lidová strana/Nové Slovinsko                  | Bajuk I-II        |
| (2)    | Janez Drnovšek (1950–2008)  |         | 30. listopadu 2000 | 19. prosince 2002  | Liberální demokracie                          | Drnovšek IV       |
| 4      | Anton Rop (1960– )          |         | 19. prosince 2002  | 3. prosince 2004   | Liberální demokracie                          | Rop               |
| 5      | Janez Janša (1958– )        |         | 3. prosince 2004   | 21. listopadu 2008 | Demokratická strana                           | Janša I           |
| 6      | Borut Pahor (1963– )        |         | 21. listopadu 2008 | 10. února 2012     | Sociální demokraté                            | Pahor             |
| (5)    | Janez Janša (1958– )        |         | 10. února 2012     | 20. března 2013    | Demokratická strana                           | Janša II          |
| 7      | Alenka Bratušeková (1970– ) |         | 20. března 2013    | 18. září 2014      | Pozitivní Slovinsko/Strana Alenky Bratušekové | Bratušeková I-II  |
| 8      | Miro Cerar (1963– )         |         | 18. září 2014      | 13. září 2018      | Strana moderního středu                       | Cerar             |
| 9      | Marjan Šarec (1977– )       |         | 13. září 2018      | 3. března 2020     | Kandidátka Marjana Šarece                     | Šarec             |
| (5)    | Janez Janša (1958– )        |         | 3. března 2020     | 1. června 2022     | Demokratická strana                           | Janša III         |
| 10     | Robert Golob (1967– )       |         | 1. června 2022     |                    | Hnutí Svoboda                                 | Golob             |